# Frederick Kelly
Frederick Kelly (Estados Unidos, 12 de septiembre de 1891-7 de mayo de 1974) fue un atleta estadounidense, especialista en la prueba de 110 m vallas en la que llegó a ser campeón olímpico en 1912.

## Carrera deportiva
En los JJ. OO. de Estocolmo 1912 ganó la medalla de oro en los 110 m vallas, empleando un tiempo de 15.1 segundos, llegando a meta por delante de los también estadounidenses James Wendell y Martin Hawkins (bronce con 15.3 segundos).